# Jakob Martini
Jakob Martini (17 octobre 1570 - 30 mai 1649) est un théologien et philosophe luthérien allemand,.

## Biographie
Jakob Martini est né à Langenstein (Halberstadt) dans la région montagneuse à l'ouest de Magdebourg. Adam Martini, son père, est pasteur.

### Formation académique
Il s'inscrit à l'Université de Wittenberg le 21 avril 1587 puis, le 10 février 1590, passe à l'Université d'Helmstedt récemment créée. Il y poursuit l'étude de la philosophie sous la direction du métaphysicien luthérien et aristotélicien, son homonyme Cornelius Martini,. De retour à Wittenberg, en 1593, Jakob Martini acquiert une maîtrise. Sous Polykarp Leyser l'Ancien (en) et Aegidius Hunnius (en), il acquiert une maitrise croissante dans l'étude de la théologie, et en 1597, il prend un poste d'enseignant à Norden (au nord d'Emden, et le long de la côte à l'ouest de l'actuel Bremerhaven) avec un poste pastoral.

### Carrière académique et théologique
En 1602, il est rappelé à Wittenberg et nommé professeur de logique et de métaphysique,. Dans cet ouvrage, il ordonne toutes les connaissances dans un contexte d'orthodoxie luthérienne, ce qui conduit à une focalisation croissante sur la métaphysique, pour laquelle il fait beaucoup pour établir une structure luthérienne et ouvre la "théorie de la logique instrumentale" associée à Jacopo Zabarella. La création d'une «école» spécifiquement protestante implique une adaptation de la métaphysique néo-scolastique telle qu'elle s'est développée dans l'Église catholique post-tridentine, principalement à travers les travaux du savant de Salamanque Francisco Suárez. De son enseignement académique est né le "Theorematum metaphysicorum exercitationes quatuordecim, continentes universam Metaphysicam in formam scientiae compendiose redactam" de Martini.
Sous Polykarp Leyser l'Ancien (en) et Aegidius Hunnius (en), il acquiert une maîtrise croissante dans l'étude de la théologie, et en 1597, il prend un poste d'enseignant à Norden (au nord d'Emden, et le long de la côte à l'ouest de l'actuel Bremerhaven) avec un poste pastoral.
En 1602, il est rappelé à Wittenberg et nommé professeur de logique et de métaphysique,. 
Vivant dans une période de conflit religieux intensifié, Martini voit comme la mission de sa propre vie la lutte contre le socinianisme qui a embrassé le non-trinitarisme et nié la préexistence du Christ. Entre 1614 et 1647 il est responsable de six travaux écrits substantiels s'opposant aux croyances sociniennes. Sa motivation repose, au moins en partie, sur des préoccupations pratiques pour l'université et pour la pérennité des doctrines luthériennes. Il n'est pas seul. Les érudits métaphysiques s'opposent au socinianisme à Gießen, Tübingen, Rostock, Leipzig et Iéna. Néanmoins, il existe une opinion répandue selon laquelle Jakob Martini est le principal opposant à cet ensemble de doctrines controversées et, selon certains, menaçantes. Un élément important du matériel pédagogique à l'appui de ses conférences est "l'Institutionum Logicarum lihri VII" de Martini. Parallèlement à ses conférences régulières, il mène de fréquentes discussions.

### Contributions à la métaphysique luthérienne
Sa pure compétence en tant qu'auteur de manuels sur la logique et la métaphysique donne l'impulsion nécessaire à sa décision de produire systématiquement ce qui équivaut à une série continue destinée à remplacer les textes traditionnels et mélanchtoniens existants. Les "visiteurs" (inspecteurs) des trois "écoles princières" ("Fürstenschulen") des universités de Leipzig et de Wittenberg, les professeurs des trois écoles princières ainsi que les membres de l'"Oberkonsistoria" sont tous persuadés qu'il serait bon de remplacer les " Dialectiks " du savant mélanchtonien Lucas Lossius, et les " Rhetorik " de Philippe Mélanchthon lui-même, par de nouveaux manuels destinés aux prestigieuses " écoles princières " couvrant les deux disciplines, tout comme a déjà été fait à propos de la "grammaire" et du vieil Aelius Donatus "Ars grammatica". Le sentiment général est que les anciens textes ne correspondent plus aux besoins d'apprentissage des jeunes.
En 1602, il est rappelé à Wittenberg et nommé professeur de logique et de métaphysique,. Dans cet ouvrage, il ordonne toutes les connaissances dans un contexte d'orthodoxie luthérienne, ce qui conduit à une focalisation croissante sur la métaphysique, pour laquelle il fait beaucoup pour établir une structure luthérienne et ouvre la "théorie de la logique instrumentale" associée à Jacopo Zabarella. La création d'une «école» spécifiquement protestante implique une adaptation de la métaphysique néo-scolastique telle qu'elle s'est développée dans l'Église catholique post-tridentine, principalement à travers les travaux du savant de Salamanque Francisco Suárez. De son enseignement académique est né le "Theorematum metaphysicorum exercitationes quatuordecim, continentes universam Metaphysicam in formam scientiae compendiose redactam" de Martini.

### Lutte contre le socinianisme
Mais au fur et à mesure que le nouveau siècle avance, Martini se retrouve de plus en plus attiré par la théologie. En 1613, il prend la chaire d'éthique, et en 1615, avec la permission de l'électeur, il commence à préparer une licence en théologie, obtenant son doctorat en 1623. Il occupe ensuite un poste de professeur à la faculté de théologie. En 1627, il est promu au poste de prévôt à l'église du château ("Schlosskirche"), qui est étroitement associée à la famille régnante saxonne. Après la mort de Jakob Martini le 30 mai 1649, son corps est enterré, le 7 juin 1649, à l'église du château. Sa pierre tombale grandeur nature existe encore.
Vivant dans une période de conflit religieux intensifié, Martini voit comme la mission de sa propre vie la lutte contre le socinianisme qui a embrassé le non-trinitarisme et nié la préexistence du Christ. Entre 1614 et 1647 il est responsable de six travaux écrits substantiels s'opposant aux croyances sociniennes. Sa motivation repose, au moins en partie, sur des préoccupations pratiques pour l'université et pour la pérennité des doctrines luthériennes. Il n'est pas seul. Les érudits métaphysiques s'opposent au socinianisme à Gießen, Tübingen, Rostock, Leipzig et Iéna. Néanmoins, il existe une opinion répandue selon laquelle Jakob Martini est le principal opposant à cet ensemble de doctrines controversées et, selon certains, menaçantes. Un élément important du matériel pédagogique à l'appui de ses conférences est "l'Institutionum Logicarum lihri VII" de Martini. Parallèlement à ses conférences régulières, il mène de fréquentes discussions.

### Production académique et impact pédagogique
Un élément important du matériel pédagogique à l'appui de ses conférences est "l'Institutionum Logicarum lihri VII" de Martini. Parallèlement à ses conférences régulières, il mène de fréquentes discussions. Sa pure compétence en tant qu'auteur de manuels sur la logique et la métaphysique donne l'impulsion nécessaire à sa décision de produire systématiquement ce qui équivaut à une série continue destinée à remplacer les textes traditionnels et mélanchtoniens existants.

### Changement vers la théologie
Mais au fur et à mesure que le nouveau siècle avance, Martini se retrouve de plus en plus attiré par la théologie. En 1613, il prend la chaire d'éthique, et en 1615, avec la permission de l'électeur, il commence à préparer une licence en théologie, obtenant son doctorat en 1623. Il occupe ensuite un poste de professeur à la faculté de théologie.

### Fin de vie et héritage
Mais au fur et à mesure que le nouveau siècle avance, Martini se retrouve de plus en plus attiré par la théologie. En 1613, il prend la chaire d'éthique, et en 1615, avec la permission de l'électeur, il commence à préparer une licence en théologie, obtenant son doctorat en 1623. Il occupe ensuite un poste de professeur à la faculté de théologie. En 1627, il est promu au poste de prévôt à l'église du château ("Schlosskirche"), qui est étroitement associée à la famille régnante saxonne. Après la mort de Jakob Martini le 30 mai 1649, son corps est enterré, le 7 juin 1649, à l'église du château. Sa pierre tombale grandeur nature existe encore.

## Famille
Jakob Martini se marie deux fois. D'abord avec Agnes Ohrlaub, fille d'Andreas Ohrlaub, maire de Berenburg. Le mariage avec Agnès dure dix-neuf ans et ils ont cinq fils et quatre filles. Agnès est manifestement décédée en 1619, date à laquelle, le 6 juillet, Jakob Martini épouse Magdalena Sturm, la fille d'un autre maire, cette fois de Köthen, une ville plus importante. Ce mariage donne trois autres fils et trois autres filles. Magdalena était probablement plus jeune que son mari puisqu'elle ne meurt qu'en 1663.

## Publications (sélection)
- Logicae peripateticae libri II, 1603, 16227; Exercitationes metaphysicarum libri II (1603/4), 1608, 1624
- Disputationes ethicae, 1605
- Oratio de utilitate et necessitudine logices, 1606
- Disputationes logicae domesticae 1606, 1608
- Exercitationes nobiles de anima, 1606
- Disputationum logicarum publicarum decas, 1607
- Quaestiones illustres philosophicae, 1607
- De communicatione proprii contra Barth. Keckermannum, 1609
- Themata decem contra systema logicum Keckermannianum, 1610
- Institutionum logicarum libri VII, 1610, 1674
- Partitiones et quaestiones metaphysicae 1611, 1615
- Collegium metaphysicum, 1614
- Disputationes physicae, 1617
- Disputationes metaphysicae, 1619
- Discussionum ramistarum libri II, 1623.